# Erkan Göksel
Erkan Göksel (Isztambul, 1940. október 14. –) török nemzetközi labdarúgó-játékvezető.

## Pályafutása

### Nemzetközi játékvezetés
A Török labdarúgó-szövetség Játékvezető Bizottsága (JB) 1981-ben terjesztette fel nemzetközi játékvezetőnek, a Nemzetközi Labdarúgó-szövetség (FIFA) bíróinak keretébe. Több nemzetek közötti válogatott és klubmérkőzést vezetett.  UEFA besorolás szerint a „mester” kategóriába tevékenykedik. A török nemzetközi játékvezetők rangsorában, a világbajnokság-Európa-bajnokság sorrendjében többedmagával a 13. helyet foglalja el 2 találkozó szolgálatával. Az aktív nemzetközi játékvezetéstől 1985-ben búcsúzott.

#### Világbajnokság
A világbajnoki döntőhöz vezető úton Spanyolországba a XII., az 1982-es labdarúgó-világbajnokságra a FIFA JB bíróként alkalmazta.
| Időpont         | Helyszín                       | Mérkőzés típusa           | Mérkőzés         | Eredmény | Nézők száma |
| --------------- | ------------------------------ | ------------------------- | ---------------- | -------- | ----------- |
| 1981. június 3. | Augusztus 23 Stadion, Bukarest | előselejtező (4. csoport) | Románia–Norvégia | 1 : 0    | 65 000      |

#### Európa-bajnokság
Az európai-labdarúgó torna döntőjéhez vezető úton Franciaországba a VII., az 1984-es labdarúgó-Európa-bajnokságra az UEFA JB játékvezetőként foglalkoztatta.
| Időpont            | Helyszín                           | Mérkőzés típusa           | Mérkőzés            | Eredmény | Nézők száma |
| ------------------ | ---------------------------------- | ------------------------- | ------------------- | -------- | ----------- |
| 1983. december 21. | Benito Villamarín Stadion, Sevilla | előselejtező (7. csoport) | Spanyolország–Málta | 12 : 1   | 25 000      |